# Stygiomedusa gigantea
Stygiomedusa gigantea è una medusa gigante molto rara, vive nelle profondità marine: dai 900 ai 1800 metri. È stata avvistata solo un centinaio di volte.
I suoi tentacoli non sono urticanti ma, generalmente, li usa per muoversi e per tendere trappole alle prede.
Il suo diametro è di 50–100 cm e i suoi tentacoli possono raggiungere i 10 metri di lunghezza.